# Amy Levy
Amy Levy (Clapham, 10 de novembre de 1861-Londres, 10 de setembre de 1889) va ser una escriptora anglesa. Va escriure assajos, poemes i novel·les. Començà la seva tasca als 13 anys, escrivint poemes i algunes primeres obres narratives. És coneguda pel seu estudi sobre la societat jueva Reuben Sachs. Levy va llevar-se la vida l'any 1889, poc abans de la seva última publicació, Miss Meredith.

## Obres
- Xantippe and other Poems (1881)
- A Minor Poet and other Verse (1884)
- A London Plane Tree and other poems (1884)
- The Romance of a Shop (1884)
- Miss MeredithReuben Sachs (1889)

### Traduccions
- Comme quoi Napoléon n'a jamais.